# Suimanga capgrís

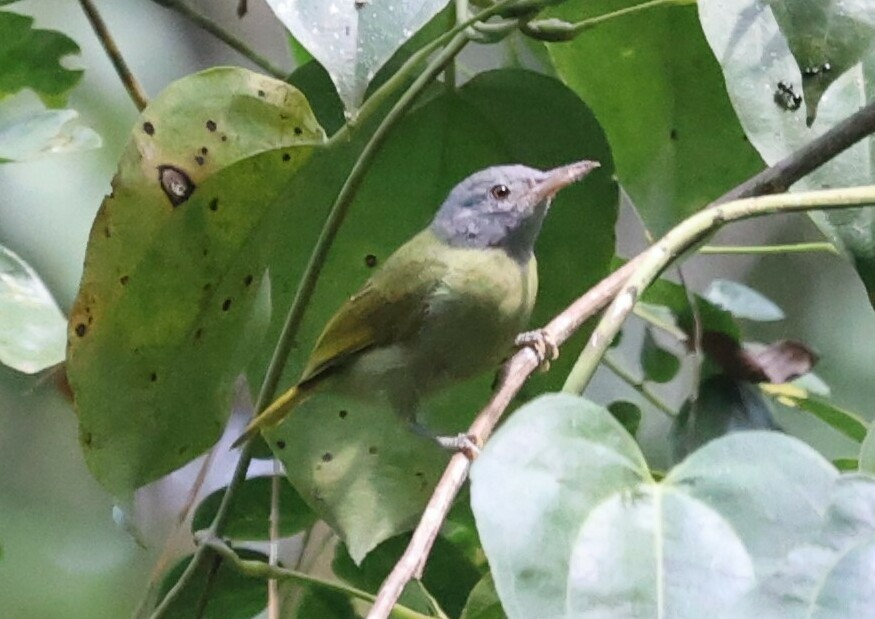
Fotografia d'un especimen de Suimanga capgrís.

El suimanga capgrís (Deleornis axillaris) és un ocell de la família dels nectarínids (Nectariniidae).

## Hàbitat i distribució
Habita els boscos de la República Democràtica del Congo, Uganda i Tanzània.